# Thelonectria
Thelonectria is een geslacht van schimmels behorend tot de familie Nectriaceae. De wetenschappelijke naam van het geslacht werd in 2011 gepubliceerd door P. Chaverri & C. Salgado.

## Soorten
Volgens Index Fungorum telt het geslacht 50 soorten (peildatum maart 2023):
| Soortnaam                                          | Auteur(s)                                           | Publicatiejaar |
| -------------------------------------------------- | --------------------------------------------------- | -------------- |
| Thelonectria acrotyla                              | (Brayford & Samuels) Salgado & P. Chaverri          | 2012           |
| Thelonectria amamiensis                            | (Hirooka & Tak. Kobay.) Salgado & Capdet            | 2012           |
| Thelonectria applanata                             | (Fuckel) U. Braun & Bensch                          | 2020           |
| Thelonectria asiatica                              | C. Salgado & Hirooka                                | 2014           |
| Thelonectria aurea                                 | D.P. Lawr. & Trouillas                              | 2019           |
| Thelonectria beijingensis                          | Z.Q. Zeng, J. Luo & W.Y. Zhuang                     | 2013           |
| Thelonectria blattea                               | C. Salgado & P. Chaverri                            | 2014           |
| Thelonectria brayfordii                            | C. Salgado & Samuels                                | 2014           |
| Thelonectria cidaria                               | Salgado & P. Chaverri                               | 2012           |
| Thelonectria conchyliata                           | C. Salgado & P. Chaverri                            | 2014           |
| Thelonectria coronalis                             | Salgado & Guu                                       | 2012           |
| Thelonectria coronata                              | (Penz. & Sacc.) P. Chaverri & Salgado               | 2011           |
| Thelonectria diademata                             | Salgado & Capdet                                    | 2012           |
| Thelonectria discophora                            | (Mont.) P. Chaverri & Salgado                       | 2011           |
| Thelonectria elata                                 | Salgado & P. Chaverri                               | 2016           |
| Thelonectria gibba                                 | Salgado & P. Chaverri                               | 2016           |
| Thelonectria globulosa                             | Z.Q. Zeng & W.Y. Zhuang                             | 2022           |
| Thelonectria gongylodes                            | Salgado & P. Chaverri                               | 2012           |
| Thelonectria guangdongensis                        | Z.Q. Zeng & W.Y. Zhuang                             | 2019           |
| Thelonectria ianthina                              | C. Salgado & Guu                                    | 2014           |
| Thelonectria japonica                              | C. Salgado & Hirooka                                | 2014           |
| Thelonectria lucida                                | (Höhn.) P. Chaverri & Salgado                       | 2011           |
| Thelonectria mamma                                 | Salgado & P. Chaverri                               | 2016           |
| Thelonectria mammoidea                             | (W. Phillips & Plowr.) C. Salgado & R.M. Sánchez    | 2014           |
| Thelonectria nodosa                                | Salgado & P. Chaverri                               | 2012           |
| Thelonectria olida                                 | (Wollenw.) P. Chaverri & Salgado                    | 2011           |
| Thelonectria ostrina                               | C. Salgado & P. Chaverri                            | 2014           |
| Thelonectria papillata                             | Salgado & A.I. Romero                               | 2016           |
| Thelonectria pelargonii                            | Crous                                               | 2018           |
| Thelonectria phoenicea                             | C. Salgado & P. Chaverri                            | 2014           |
| Thelonectria pinea                                 | (Dingley) C. Salgado & P. Chaverri                  | 2014           |
| Thelonectria platycephala                          | (Brayford & Samuels) Salgado & P. Chaverri          | 2016           |
| Thelonectria porphyria                             | C. Salgado & Hirooka                                | 2014           |
| Thelonectria purpurea                              | C. Salgado & P. Chaverri                            | 2014           |
| Thelonectria rubi                                  | (Osterw.) C. Salgado & P. Chaverri                  | 2014           |
| Thelonectria rubrococca                            | (Brayford & Samuels) Salgado & P. Chaverri          | 2016           |
| Thelonectria siamensis                             | R.H. Perera, Maharachch. & K.D. Hyde                | 2023           |
| Thelonectria sinensis                              | (J. Luo & W.Y. Zhuang) Z.Q. Zeng & W.Y. Zhuang      | 2013           |
| Thelonectria spinulospora                          | Z.Q. Zeng & W.Y. Zhuang                             | 2022           |
| Thelonectria stemmata                              | Salgado & P. Chaverri                               | 2012           |
| Thelonectria theobromicola                         | (C. Booth) Salgado & P. Chaverri                    | 2016           |
| Thelonectria torulosa                              | Salgado & Capdet                                    | 2012           |
| Thelonectria trachosa                              | (Samuels & Brayford) Samuels, P. Chaverri & Salgado | 2011           |
| Thelonectria truncata                              | Salgado & P. Chaverri                               | 2012           |
| Thelonectria tyria                                 | Salgado & P. Chaverri                               | 2014           |
| Thelonectria veuillotiana (Wrattig meniezwammetje) | (Roum. & Sacc.) P. Chaverri & Salgado               | 2011           |
| Thelonectria violaria                              | C. Salgado & R.M. Sánchez                           | 2014           |
| Thelonectria viridispora                           | (Samuels & Brayford) P. Chaverri, Salgado & Samuels | 2011           |
| Thelonectria westlandica                           | (Dingley) P. Chaverri & Salgado                     | 2011           |
| Thelonectria yunnanica                             | Z.Q. Zeng & W.Y. Zhuang                             | 2013           |